# Marche de Radetzky
Pour les articles homonymes, voir La Marche de Radetzky.
Marche de Radetzky (opus 228) (en allemand : Radetzky-Marsch) est une célèbre marche militaire viennoise de Johann Strauss père composée en 1848 en l'honneur du Feld-maréchal autrichien Joseph Radetzky von Radetz, vainqueur de la bataille de Custoza contre les Piémontais en 1848, mais aussi fer de lance de la réaction qui suit le Printemps des peuples et met en place le Système de Bach auprès du jeune empereur François-Joseph Ier d'Autriche.

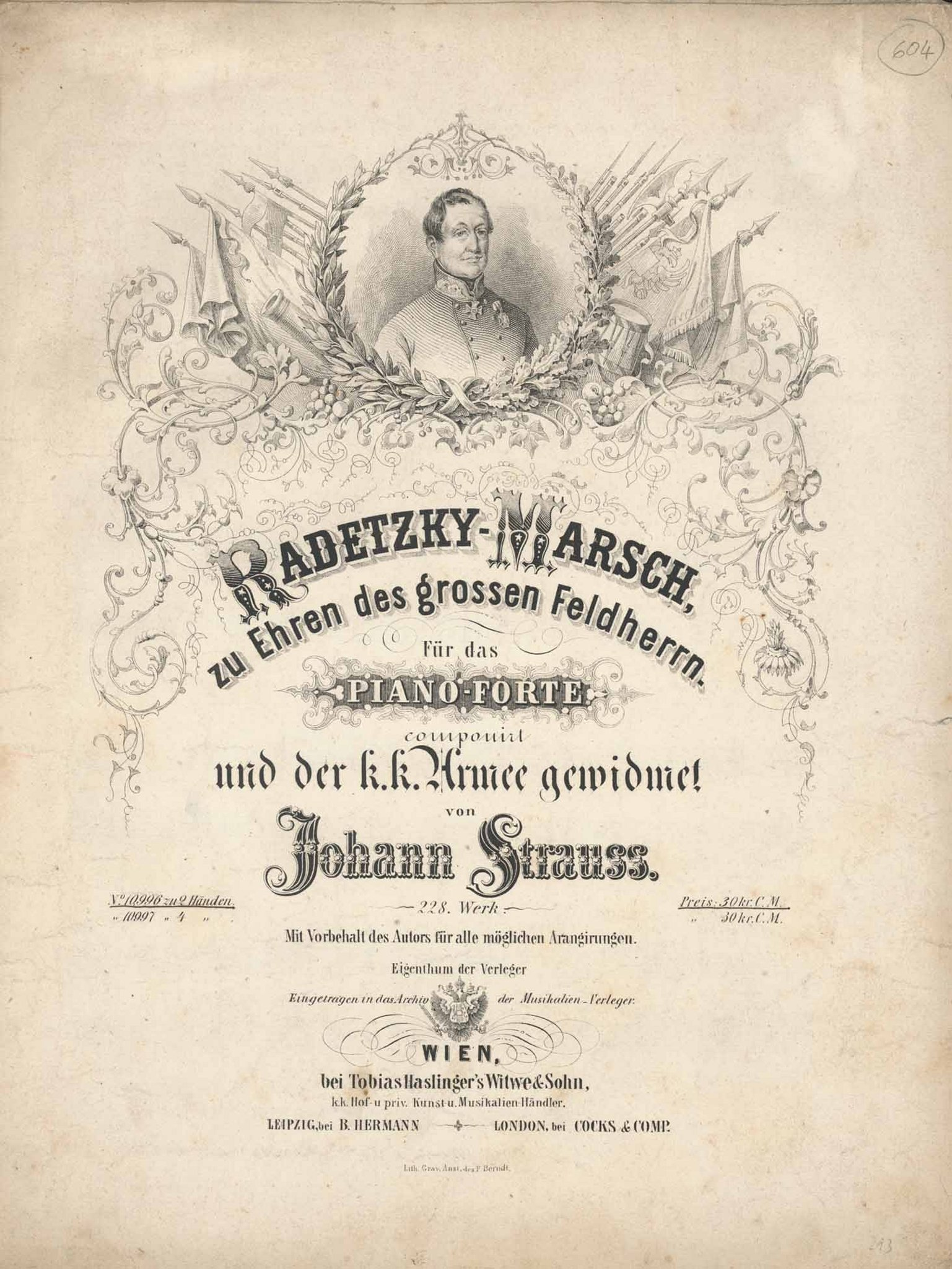
Page de couverture de la Marche de Radetzky (1848).

La première fois que la marche est jouée devant les officiers autrichiens[Où ?][Quand ?], ces derniers commencent spontanément à scander la pulsation de la musique avec leurs mains et leurs pieds à l'écoute du refrain. Cette tradition est toujours maintenue de nos jours par le public connaissant la coutume. Ainsi, depuis quelques années, lors du Concert du nouvel an à Vienne, le public tape des mains en rythme et le chef d'orchestre se tourne vers lui pour le diriger conjointement avec l'orchestre.

## Interprétations notables
Particulièrement appréciée des Viennois, une version de concert est traditionnellement interprétée à la clôture du Concert du nouvel an donné par l'Orchestre philharmonique de Vienne. La pièce est interprétée les années suivantes : 
- 1946 et 1947 : sous la direction de Josef Krips ;
- 1950, 1951, 1952, 1953, 1954 et 1955 : sous la direction de Clemens Krauss ;
- 1958, 1959, 1962, 1963, 1964, 1965, 1966, 1967, 1970, 1971, 1974, 1975, 1976 et 1979 : sous la direction de Willi Boskovsky ;
- 1980, 1981, 1982, 1983, 1984, 1985, 1986, 1994, 1996, et 1999, sous la direction de Lorin Maazel ;
- 1987 : sous la direction de Herbert von Karajan ;
- 1988 et 1991 : sous la direction de Claudio Abbado ;
- 1989 et 1992 : sous la direction de Carlos Kleiber ;
- 1990, 1995, 1998, 2007 et 2015 : sous la direction de Zubin Mehta ;
- 1993, 1997, 2000, 2004, 2018, 2021 et 2025 : sous la direction de Riccardo Muti ;
- 2001[1] et 2003 : sous la direction de Nikolaus Harnoncourt ;
- 2002 : sous la direction de Seiji Osawa ;
- 2006, 2012 et 2016 : sous la direction de Mariss Jansons ;
- 2008 et 2010 : sous la direction de Georges Prêtre ;
- 2009, 2014 et 2022 : sous la direction de Daniel Barenboim ;
- 2011, 2013 et 2023 : sous la direction de Franz Welser-Möst ;
- 2017 : sous la direction de Gustavo Dudamel ;
- 2019 et 2024 : sous la direction de Christian Thielemann ;
- 2020 : sous la direction d'Andris Nelsons.

## Œuvres dérivées
Cette œuvre musicale donne son titre à :
- un roman de Joseph Roth (La Marche de Radetzky, 1932), qui relate la chute de l'Empire austro-hongrois, dont Michael Kehlmann a tiré un téléfilm (La Marche de Radetzky (téléfilm) (de), 1965, production germano-autrichienne) ;
- une série télévisée de Gernot Roll et Axel Corti, avec Max von Sydow, Claude Rich et Tilman Günther (La Marche de Radetzky, 1995, production franco-allemande).

Elle est également connue pour :
- apparaître à de nombreuses reprises dans la série télévisée Le Prisonnier, jouée par la fanfare du Village ;
- rythmer le film Colonel Redl d'István Szabó (1985) ;
- avoir été adoptée par l'armée de terre chilienne pour ses défilés ;
- avoir été utilisée par la marque Maison du Monde pour sa campagne de pub « Soyez fous soyez vous »[2] de 2015.